# Colleen Hoover
Colleen Hoover (ur. 11 grudnia 1979) – amerykańska pisarka powieści z gatunku young adult i new adult. Jej twórczość zajęła pierwsze miejsce na liście bestsellerów New York Timesa, Zadebiutowała w 2012 roku powieścią Pułapka uczuć, wydając ją metodą samopublikowania. Zaczęła pisać dla przyjemności. Wcześniej była pracownikiem socjalnym, lecz porzuciła swoją pracę na rzecz pisania.
Pojawiła się w programach telewizyjnych: ABC News Nightline oraz CBS This Morning.

## Publikacje

### Książki wielotomowe

#### SeriaSlammed
- Pułapka uczuć (ang. Slammed, 2012; pierwsze polskie wyd. W.A.B. w 2014[4], drugie polskie wyd. Grupa Wydawnicza Foksal w 2018[5]) – debiut autorki. Książka została wydana metodą samopublikowana w styczniu 2012. 22 lipca tego samego roku stała się bestsellerem według The New York Timesa[6].
- Nieprzekraczalna granica (ang. Point of Retreat, 2012, pierwsze polskie wyd. W.A.B. w 2015[7], drugie polskie wyd. Grupa Wydawnicza Foksal w 2018[8]) – wydana w lutym 2012 roku. 29 lipca tego samego roku zdobyła tytuł bestsellera według The New York Timesa[9].
- Ta dziewczyna[10] (ang. This Girl, 2013; polskie wyd. W.A.B. w 2016, drugie polskie wyd. Grupa Wydawnicza Foksal w 2018[11]) – znalazła się na dziewiątym miejscu na liście bestsellerów The New York Timesa 19 maja 2013[12].

#### SeriaHopeless
- Hopeless[13] (ang. Hopeless, 2012, polskie wyd. Otwarte w 2014) – książka wydana metodą samopublikowania. 6 stycznia 2013 roku pojawiła się na liście bestsellerów The New York Timesa na dziewiętnastym miejscu[14]. 30 stycznia zajęła pierwsze miejsce i utrzymała się na nim przez trzy tygodnie[15].
- Losing Hope[16] (ang. Losing Hope, 2013, polskie wyd. Otwarte w 2015) – pojawiła się na szóstym miejscu listy bestsellerów The New York Timesa 28 lipca 2013 roku[17].
- Szukając kopciuszka (ang. Finding Cinderella, polskie wyd. Otwarte w 2017)[18]

#### SeriaMaybe
- Maybe Someday[19] (ang. Maybe Someday, 2013; polskie wyd. Otwarte w 2015) – 6 kwietnia 2014 roku powieść pojawiła się na trzecim miejscu listy bestsellerów The New York Timesa[20].
- Maybe Not (2014) – nowela[21].
- Maybe Now (2018) – kontynuacja historii z Maybe Someday opublikowana na platformie Wattpad[22].

#### SeriaIt Ends with Us
- It Ends with Us (ang. It Ends with Us, 2016, polskie wyd. Otwarte w 2017)[23]
- It Starts with Us (ang. It Starts with Us, 2022, polskie wyd. Otwarte w 2022)[24]

### Książki pojedyncze
- Ugly Love[25] (ang. Ugly Love, 2014, polskie wyd. Otwarte w 2014) – powieść utrzymała się przez trzy tygodnie na czwartym miejscu bestsellerów The New York Timesa, debiutując na niej 24 września 2014[26].
- Never Never (ang. Never Never, tom 1, 2, 3 w 2015; polskie wyd. Otwarte w 2016, seria Moondrive) – książka napisana w duecie z Tarryn Fisher[27].
- November 9[28] (ang. November nine, 2015, polskie wyd. Otwarte w 2016) – 9 listopada 2015 roku książka pojawiła się na piątym miejscu listy bestsellerów The New York Timesa[29].
- Confess[30] (ang. Confess, 2015; polskie wyd. Otwarte w 2017) – zajęła dziesiąte miejsce na liście bestsellerów The New York Timesa 29 marca 2015[31].
- Too Late (ang. Too Late, 2016, polskie wyd. Otwarte w 2019)[32]
- Without Merit (ang. Without Merit, 2017, polskie wyd. Otwarte w 2018, seria Moondrive)[33]
- Wszystkie nasze obietnice (ang. All Your Perfects, 2018, polskie wyd. wyd. Otwarte w 2018)[34]
- Coraz większy mrok (ang. Verity, 2018, polskie wyd. Otwarte w 2019)[35]
- Gdyby nie ty (ang. Regretting you, 10 grudnia 2019, polskie wyd. Otwarte w 2020)[36]
- Nagie serca (ang. Heart Bones, 20 sierpnia 2020, polskie wyd. Otwarte w 2021)[37]
- Layla (ang. Layla, 2020, polskie wyd. Otwarte w 2021)[38]
- Reminders of him. Cząstka ciebie, która znam (ang. Reminders of him, 18 stycznia 2020, polskie wyd. Otwarte 6 czerwca 2020)[39]

## Nagrody
| Rok  | Nagroda                      | Publikacja                | Kategoria                   | Wynik     | Przypis |
| ---- | ---------------------------- | ------------------------- | --------------------------- | --------- | ------- |
| 2012 | Goodreads Choice Awards      | Pułapka uczuć             | Young Adult Fiction         | Nominacja | [ 40 ]  |
| 2013 | Goodreads Choice Awards      | Losing Hope               | Romance                     | Nominacja | [ 41 ]  |
| 2013 | Goodreads Choice Awards      | This Girl                 | Romance                     | Nominacja | [ 41 ]  |
| 2014 | UtopYA Con Awards            | Maybe Someday             | Most Innovative Marketing   | Wygrana   | [ 42 ]  |
| 2015 | Goodreads Choice Awards      | Confess                   | Romance                     | Wygrana   | [ 43 ]  |
| 2016 | Goodreads Choice Awards      | It Ends With Us           | Romance                     | Wygrana   | [ 44 ]  |
| 2017 | Książka roku Lubimyczytać.pl | Confess                   | Powieść obyczajowa i romans | Nominacja | [ 45 ]  |
| 2018 | Książka roku Lubimyczytać.pl | Wszystkie nasze obietnice | Powieść obyczajowa i romans | Nominacja | [ 46 ]  |
| 2018 | Książka roku Lubimyczytać.pl | Without Merit             | Powieść młodzieżowa         | Nominacja | [ 46 ]  |
| 2018 | Goodreads Choice Awards      | All Your Perfects         | Romance                     | Nominacja | [ 47 ]  |